# Georges Penabert
Georges Penabert est un photographe français, né à Arudy (Pyrénées-Atlantiques) le 23 avril 1825 et mort à Paris le 27 décembre 1903, dans le 11e arrondissement.

## Biographie

### Contexte familial
La famille Penabert est originaire des Basses Pyrénées, aujourd'hui Pyrénées-Atlantiques. Pierre Penabert, vingt-quatre ans, profession de sellier, épouse Anne Dibat, âgée également de vingt-quatre ans, à Gan, la commune de la jeune mariée, le 21 janvier 1821. Le couple s'installe à Arudy le village de Pierre, où naissent trois enfants : Marie Monique (dont les prénoms deviendront par la suite, Clémence Monique) née le 23 novembre 1821, Jean Georges le 23 avril 1825 et Jeanne Marie le 10 octobre 1826.
Au moment de la naissance de leur dernière fille, le père est absent de la commune. Les conditions de vie difficiles décident les Penabert à changer radicalement d'existence.

### Émigration au Brésil
La famille quitte la France à destination du Brésil, « pour faire fortune », peu de temps après la venue de la petite Jeanne en 1826. Ils s'installent à Viamão, non loin de Porto Alegre. Le couple aura d'autres enfants sur le sol brésilien : Victor Penabert, Jean Penabert à Porto Alegre le 23 décembre 1834 et Eulalie Penabert en 1836. Cette dernière meurt à l'âge de sept ans, le 6 mars 1843 à Porto Alegre. La ville bénéficie d’une localisation avantageuse pour le commerce, guère éloignée de l'Uruguay ou de l’Argentine et notamment de sa capitale Buenos Aires. Les deux cités brésiliennes de l’État du Rio Grande do Sul sont multiculturelles. À partir des années 1820, outre des français, des immigrants allemands, italiens, polonais, espagnols, japonais et libanais mais aussi des portugais des Açores, sont arrivés dans cette partie du monde. L'activité économique s'est portée vers l'agriculture et l’élevage. La découverte de l'or dans la région Centre-Ouest du Brésil attise les convoitises avec un nombre croissant d’étrangers mais avec son aspect négatif par l'arrivée massive des esclaves d'Afrique. La famille Penabert sera propriétaire d'esclaves Noirs.
Mais c'est aussi un pays instable et sujet à bien des conflits. En 1835, éclate la guerre des Farrapos et le 19 septembre, les troupes des rebelles commandées par Onofre Pires et José Gomes de Vasconcelos Jardim envahissent Porto Alegre. C'est au cours de cette période que meurt Pierre Penabert à Viamão en 1836. L'aînée, Clémence, se marie le 23 octobre 1842 à Porto Alegre avec un négociant en draps, Bernard Théodore Decazes, veuf d'Adélaïde (Adèle) Brisson, originaire de Libourne et qui a émigré au Brésil en 1840. De cette union naît Eugène Louis Frédéric Decazes, à Porto Alegre le 31 janvier 1844. Théodore Decazes est nommé en 1843, vice-consul de France à Porto Alegre, un titre purement honorifique, jusqu'au 30 décembre 1852, mais il est impliqué dans des affaires de malversations. Anne Dibat, veuve de Pierre Penabert, et qui s'est installée également à Porto Alegre, meurt en cette ville, le 13 octobre 1848.
Le successeur de Théodore Decazes, le comte Félix de Montravel, établit dans un rapport à propos de l'héritage de la défunte que : « sa succession toute entière passe aux mains de M. Decazes, sans doute par suite d'un accord verbal entre lui et ses beaux-frères, Georges et Victor Penabert. Aucun inventaire ne fut dressé. Aucun acte ne fixa l'actif et le passif. Tout resta aux mains de M. Decazes, y compris les esclaves selliers sur lesquels  Mme Veuve Penabert avait donné une sûreté́, plus ou moins régulière, dans sa reconnaissance faite à M. Pradel. Ces Noirs sont au nombre de trois… ». Dans un autre rapport, Félix de Montravel dit que : « Decazes a déchiré des registres d'actes d'État Civil (décès) pour éliminer toutes traces de ses malversations ». Théodore Decazes est finalement arrêté, emprisonné mais il réussit à s'évader. Ruiné, il retourne en France à Paris où il meurt le 11 janvier 1865 dans le  17e arrondissement. À soixante-neuf ans, il travaillait encore comme simple caissier. Son fils, Eugène Decazes connaîtra quant à lui un meilleur avenir en tant que négociant à Bordeaux dans un premier temps puis comme officier militaire et administrateur colonial. Il reçoit successivement les décorations de chevalier de la Légion d'honneur le 13 août 1885 et d'officier le 26 juillet 1904. Marié à Rouen le 3 juin 1890 avec Marie Marguerite Hélène Claire Souvré, Eugène Decazes avait pour pupille, Henri Ibrahim Saada, né au Sénégal en 1897. Il était aussi le tuteur datif de sa cousine Berthe Anne Marguerite Marie Decazes, fille de Jacques Léon Decazes et de Jeanne Augustine de Coquerel, à la suite de la décision d'un conseil de famille en date du 14 octobre 1891, sous la présidence du juge de paix de Versailles. Cette année-là, Clémence Penabert habite au no 12 avenue de Sceaux à Versailles.
| - Mariage de Georges Penabert en 1869. Source : Archives de Paris. - Correspondance de Georges Penabert, en 1865. Source : University Archives (États-Unis). |

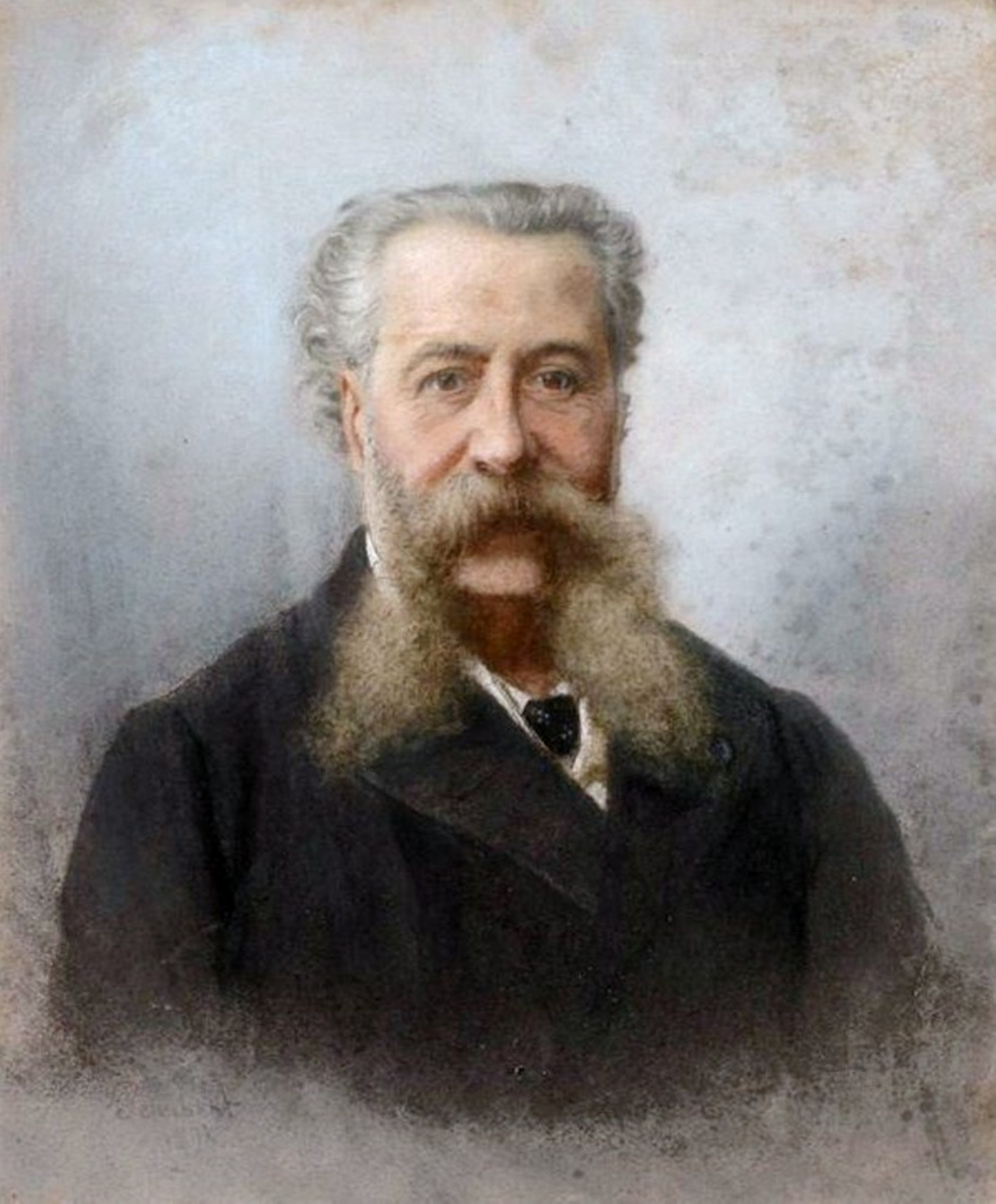
Portrait au pastel d'un homme du monde par Georges Penabert avec sa signature en bas à gauche, vers 1890.

### Installation aux États-Unis
Georges Penabert est veuf en premières noces, de Héloïse Valentine Déo (ou Déot), décédée à New York le 9 mars 1855 des suites de son accouchement. Le couple habitait à ce moment en pension de famille à New York, chez Mme Fauvelet au no 21 White Fereat, une maison bourgeoise meublée, comme le veut l'usage chez la majeure partie des étrangers habitant la ville. Leur enfant qui a survécu, est une fille et se prénomme Éloïse (Héloïse) Valentine Penabert, née à New York le 2 mars 1855. Georges Penabert épouse en secondes noces, Marie Adélaïde Gaillant, veuve de Jean Vigoureux, le 8 avril 1869 à Paris dans le 17e arrondissement,. Sa fille Éloïse, épouse Eugène Joseph Desfossé, fils du célèbre fabricant de papiers peints, Jules Desfossé, le 21 octobre 1875 à Paris dans le 9e arrondissement,,.
Georges Penabert et Adélaïde Gaillant ont une résidence à Verneuil-sur-Seine dans le département de Seine-et-Oise. Adélaïde Gaillant meurt dans cette commune à l'âge de 66 ans, le 3 février 1898.
En fin de vie, Georges Penabert, veuf de sa seconde épouse, réside dans le même immeuble que sa sœur Clémence, elle-même veuve de Théodore Decazes, au 223 rue du Faubourg-Saint-Antoine. Elle disparaît la première en cette fin du XIXe siècle et s'éteint à son domicile parisien, le 28 juin 1896 à sept heures du matin. Georges Penabert meurt dans ce 11e arrondissement de Paris à l'aube du XXe siècle, le 27 décembre 1903 à l'âge de 78 ans.
| - Portrait de François Eugène Latapi (1824-1868). - Photographie de Eugène Latapi, en 1866. - Le neveu de Georges Penabert, Eugène Decazes, vers 1870. - Eugène Decazes en uniforme, vers 1895. - Le photographe américain, Charles Fredricks, vers 1885. |

### Carrière

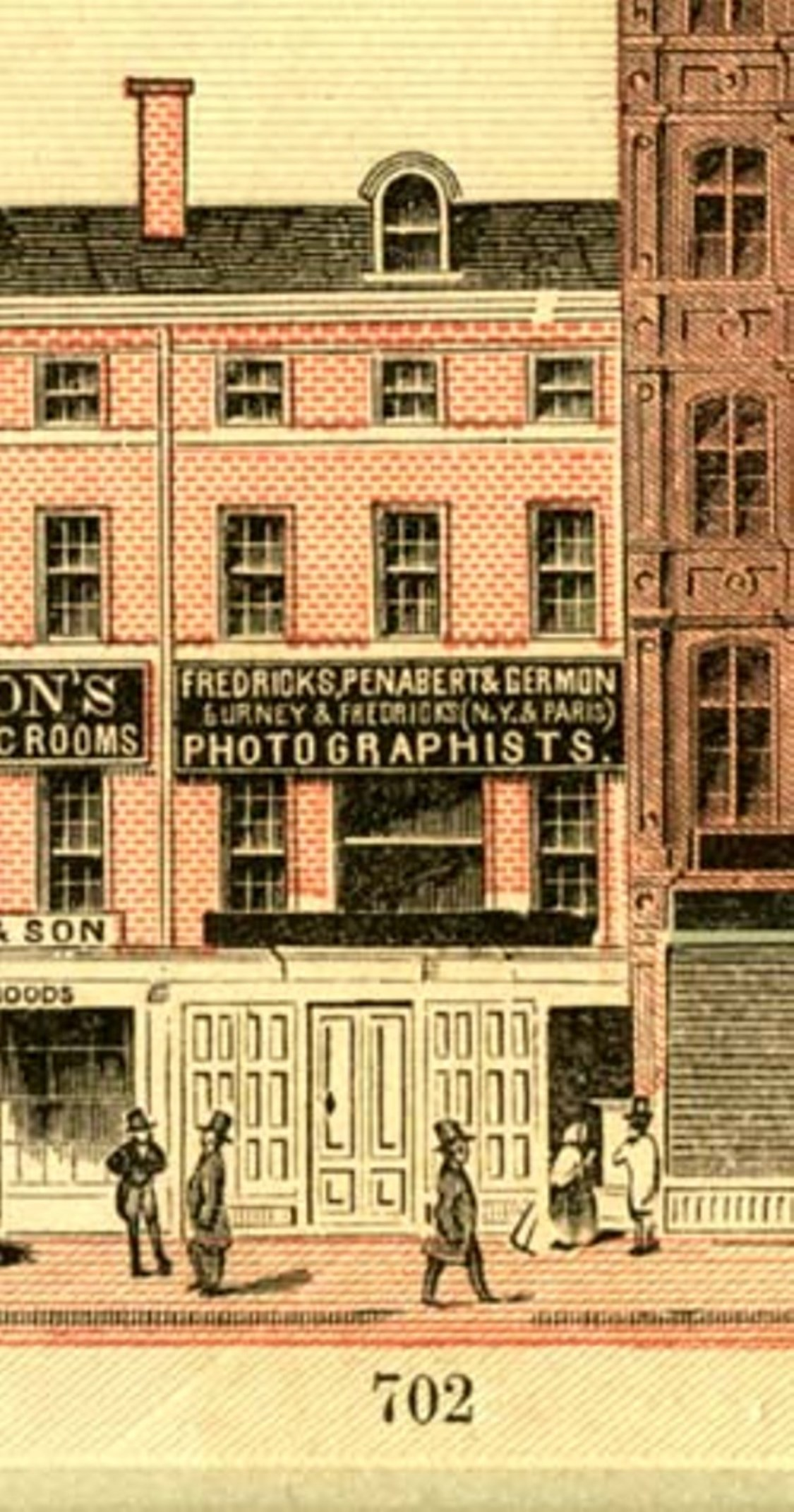
Vue de l'immeuble où siégeait en 1859, le studio de Fredricks, Penabert & Germon Photographistsau 168 rue Chestnut, Côté sud, à Philadelphie dans l'État de Pennsylvanie (États-Unis).

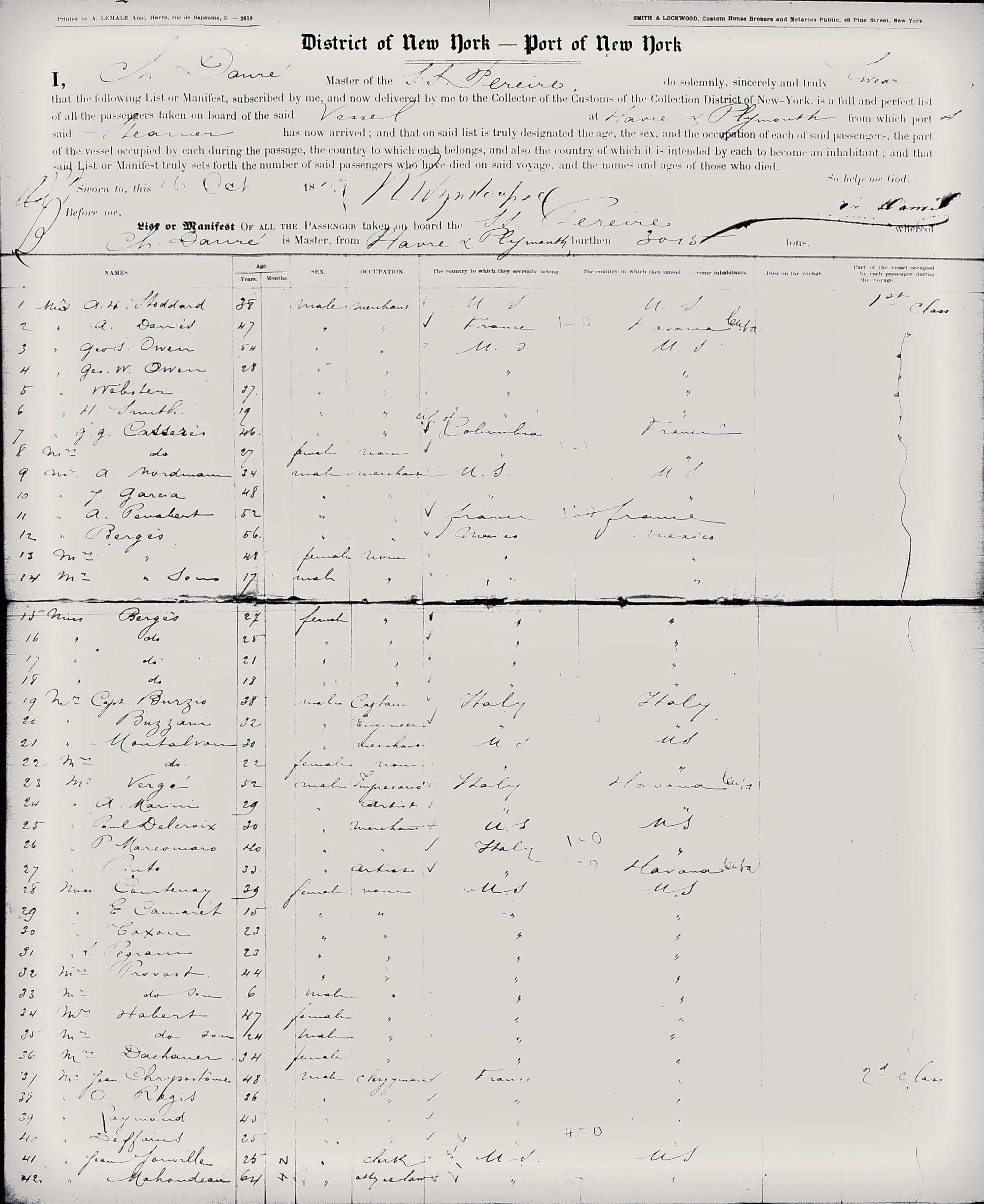
Liste des passagers du navire français steamer S/S Pereire arrivant à New York (États-Unis), le 16 octobre 1877. Le bateau à vapeur est parti du Havre avec une escale à Plymouth. Les deux photographes, Auguste Daries (passager n°2) et Georges Penabert (passager n°11), se rendent chez Charles Fredricks au 587 Broadway à New York. Par la suite, Penabert repartira en France à Paris, tandis que Daries se rendra à Cuba, à La Havane. Source : New York Passenger Lists 1820-1891, cote du document NARA M237, National Archives and Records Administration, Washington (district de Columbia), (États-Unis).

Georges Penabert se découvre une passion, la photographie, un nouvel art qui prend son essor. Il croise la route d'un photographe américain, Charles DeForest Fredricks  (1823-1894). Fredricks, qui après un voyage au Venezuela en 1843 à l'âge de vingt-ans, parcourt l'Amérique du Sud de 1844 à 1854 avec de brefs retours aux États-Unis. Le photographe a traversé le Brésil à Belém, Maranhão, Recife, Rio de Janeiro, Porto Alegre et Rio Grande. La grande inconnue est la date de cette rencontre car Georges Penabert est déjà en 1851, un partenaire commercial de Charles DeForest Fredricks.
Fredricks entreprend un nouveau périple au mois d'avril 1851, en Amérique du Sud avec un compatriote, Alexander B. Weeks, un daguerréotypiste de Brooklyn et de New York. Les deux américains ont navigué le 19 mai 1851 à Recife ( Brésil), où ils ont établi une galerie de daguerréotypes. Fredricks et Weeks sont rejoints à Recife par Georges Penabert et Saturnino Masoni (1826-1892), un photographe argentin. Les deux jeunes hommes sont partie prenante dans l'entreprise de Fredricks. Leur travail a été principalement le portrait, bien qu'ils aient également pris des vues sur la ville, le front de mer et le port. Le 22 novembre 1851, ils s'embarquent pour Rio de Janeiro où ils passent quelques jours, puis ils prennent la route pour Montevideo, la capitale de l'Uruguay. À Montevideo, Fredricks, Weeks, Penabert et Masoni, ont établi une autre galerie de daguerréotypes, qui a fonctionné pendant deux mois.
Ils se sont installés aussi à Buenos Aires au no 98 Calle La Piedad. Leur société de photographes itinérants a ainsi visité la campagne du Rio Grande do Sul et du Río de la Plata. Alexander B. Weeks mentionne dans son journal la nouvelle de la défaite du gouverneur de la province de Buenos Aires, Juan Manuel de Rosas, lors de la bataille de Caseros le 3 février 1852, ce qui amène les photographes à prendre « leur décision de passer à Buenos Aires dès que possible pour commercialiser leurs lithographies que Penabert venait d'apporter de Paris ». Cette information nous apprend que Georges Penabert avait donc renoué avec la France, probablement depuis la mort de sa mère en 1848. En même temps, l'association avec Fredricks, mène Georges Penabert aux États-Unis à New York.
Georges Penabert partage avec deux collaborateurs, un studio photographique à Philadelphie aux États-Unis en 1856 sous la dénomination commerciale de Fredricks, Penabert & Germon Photographists au no 168 Chestnut Street . La marque publicitaire sur la façade indique aussi Gurney, du nom de l'américain Jeremiah Gurney (1812-1895), l'un des pionniers du daguerréotype. Ce dernier emploie Penabert en tant que coloriste . En effet, l'autre facette de Georges Penabert est celle d'artiste peintre et il réalise principalement des aquarelles.
Penabert exploite parallèlement la galerie américaine au 21 boulevard des Capucines à Paris de 1854 à 1857 en partenariat avec Christian Louis Leblanc et Charles Friedricks. Christian Louis Leblanc est un artiste peintre et un daguerréotypiste. Un de ses élèves est Paul Delamain (1821-1882), artiste peintre et orientaliste français qui a également étudié avec Michel Martin Drolling. Paul Delamain est l'un des témoins au second mariage de Georges Penabert à Paris, en 1869.
Georges Pénabert commence son activité sous son nom propre en 1858 à Paris, sous l'enseigne Pénabert et Cie et se spécialise dans le domaine de la  carte de visite. Il exerce à diverses adresses : 46 rue Basse-du-Rempart, 31 passage du Havre vers 1864, 36/38 passage du Havre en 1875. Il travaille parallèlement sur deux autres succursales à l'étranger : au 587 Broadway à New York et 108 Calle de la Habana à La Havane à Cuba, toujours en coopération avec Charles DeForest Fredricks.
Au cours de la même période, il a des accords avec une autre relation professionnelle de Fredricks : le français Augusto Daries. Ce dernier dans diverses correspondances adressées à son confrère américain, fait part de son inquiétude sur le devenir de leur métier. Ainsi, le 22 février 1865 : « À Paris, les ventes de photographies ont baissé. Il semble que nous sommes dans une crise photographique » et le 2 mars 1865, « À Paris, beaucoup de photographes font faillite. Toutes ces personnes partiront de Paris à New York le 5 avril… ». Toujours à l'attention de Fredricks, il reproche à celui-ci son achat de chlorure de platine à Penabert dans une lettre du 27 février 1865 : « Quant au sulfate et au fer, nous devons les prendre en ce moment. Le sulfate est plus cher mais il n'y a aucune comparaison dans la qualité. Je suis convaincu que le sulfate utilisé dans nos photographies provient d'une mauvaise qualité. J'ai remarqué que vous avez commandé du chlorure de platine à M. Penabert que vous n'utilisez pas parce que celui que j'ai apporté avec moi est beaucoup moins cher. Penabert a utilisé du chlorure de platine et je ne l'aime pas… ».
De son côté Penabert informe Fredricks par un courrier du 10 mars 1865, qu'il « fabriquera du chlorure de platine pour réduire les coûts de développement des photographies » et dans une seconde lettre en date du 30 mars 1865, il écrit : « Nous expérimentons la photographie que je voulais faire il y a un an mais j'avais besoin de votre consentement pour procéder… ». Le chlorure de platine est un composé photochimique particulièrement sensible à l’exposition de la lumière. Penabert ne cesse d'innover en matière de recherches afin d'améliorer la qualité des photographies (se reporter au chapitre : Procédé photographique) et aussi de rester compétitif dans ce marché très disputé. Sa stratégie est d'anticiper, pour conserver un avantage concurrentiel, maintenir et développer les ventes. Photographe, artiste, mais aussi négociant comme l'attestent les documents officiels.
Le travail de Georges Penabert est récompensé par une Médaille d'argent à l'Exposition universelle de Paris en 1889.

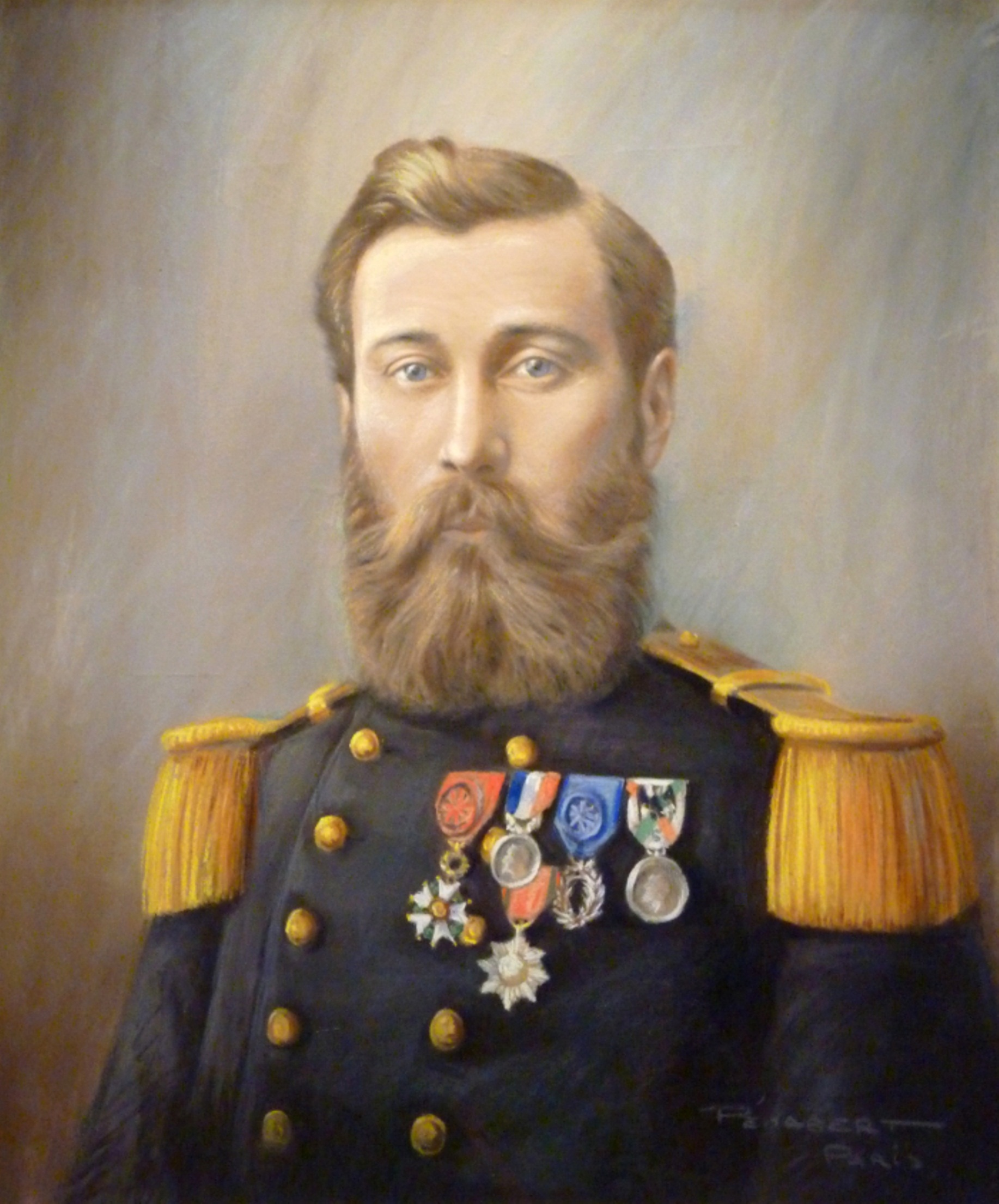
Portrait de Louis Delaporte (1842-1925), explorateur français, par l'atelier Georges Penabert, vers 1875.

| - Charles DeForest Fredricks (1823-1894). - Alexander B. Weeks, de Brooklyn et de New York, photographié avec son épouse. - Portrait d'une jeune femme assise sur un fauteuil, vers 1895. - Carte de visite associée. - Aquarelle peinte par Georges Penabert en 1858. |

### Procédé photographique
Le 18 décembre 1865, Georges Penabert expose à l'Académie des Sciences de Paris, un procédé photographique innovant :

« M. Penabert adresse un spécimen de photographies, sur verre opalin, non vitrifiées, et qui cependant sont annoncées comme inaltérables.  Obtenues directement à l'état positif, ces photographies, dit M. Penabert, ne doivent pas être confondues avec celles déjà connues en Angleterre, en Amérique et en France, et désignées sous le nom de photographies sur porcelaine. Voici comment on doit procéder.
Sur un verre opalin, convenablement nettoyé, étendre la substance suivante : collodion ordinaire préparé avec les produits connus, mais vieux depuis un an au moins, car j'ai remarque que c'est celui qui réussit le mieux; plonger la glace pendant trois minutes dans le bain sensibilisateur suivant : 7 grammes d'azotate d'argent pour 100 grammes d'eau distillée; pour 2000 grammes de cette solution, il faut ajouter 16 grammes d'acide azotique pur; exposer la glace dans la chambre noire environ 50 secondes.
On développe l'image avec une solution de protosulfate de fer, comme on l'emploie ordinairement, mais en ayant soin d'étendre cette solution de deux tiers d'eau en plus, et d'y ajouter un cinquième d'acide acétique pyroligneux.
Quand l'image est développée convenablement, ce qui demande un certain temps, fixer dans une solution d'hyposulfite de soude très-faible. Virer l'image dans un bain très-faible de sulfure d'ammoniaque, et bien laver…
Je terminerai en faisant remarquer que l'inaltérabilité de ces photographies est telle, qu'elles résistent à l'action des acides, a ce point de ne pouvoir pas employer deux fois la même glace. »

## Galerie photographique
Le studio Penabert continue son activité au cours de la période de l'entre-deux-guerres, sous la dénomination : « Photographe d'Art G. Penabert, 36 et 38 passage du Havre, Paris ».

Œuvres photographiques de Georges Jean Penabert
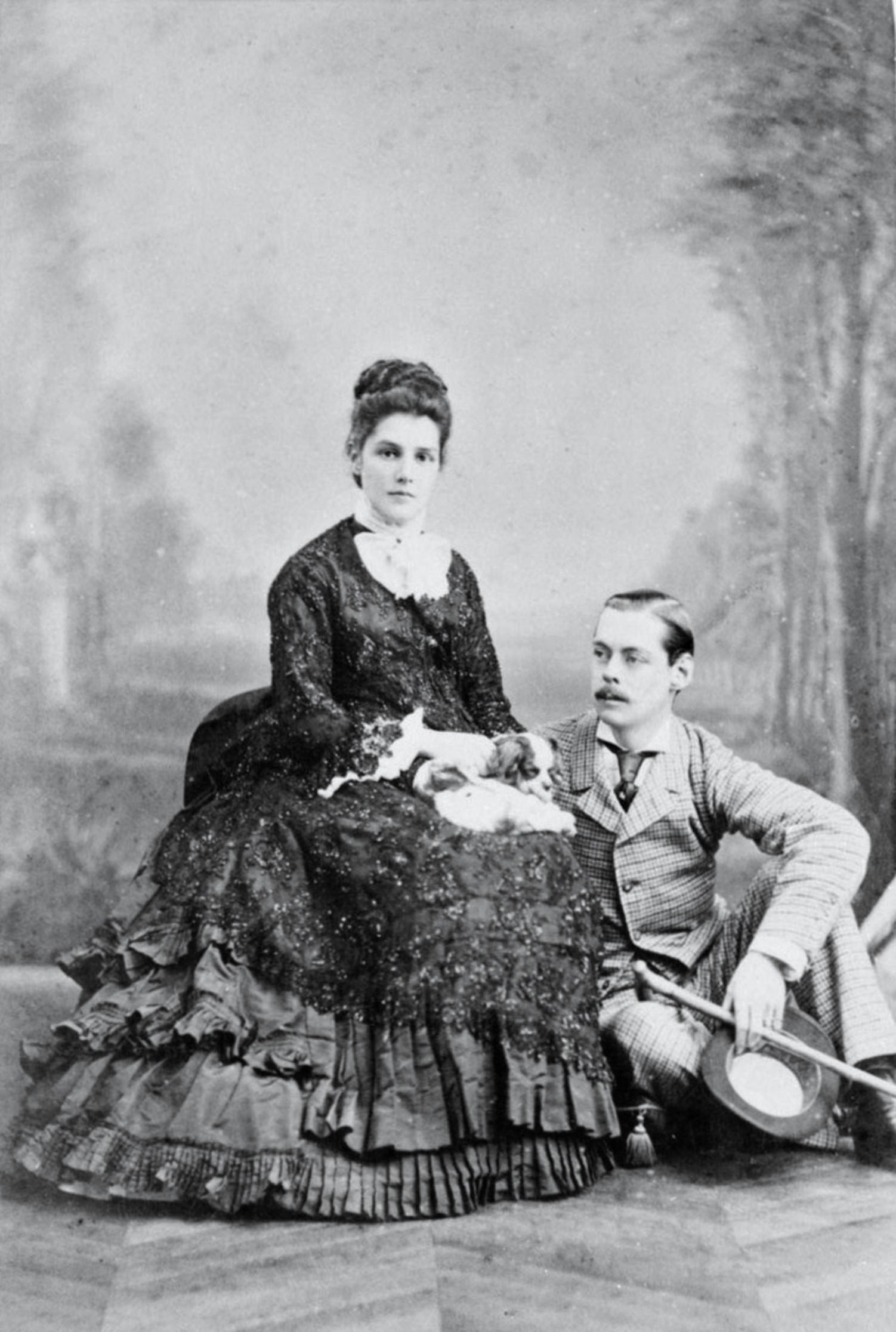
Lord Randolph Churchill et Lady Randolph Churchill (Jennie Jerome), en 1874 à Paris.
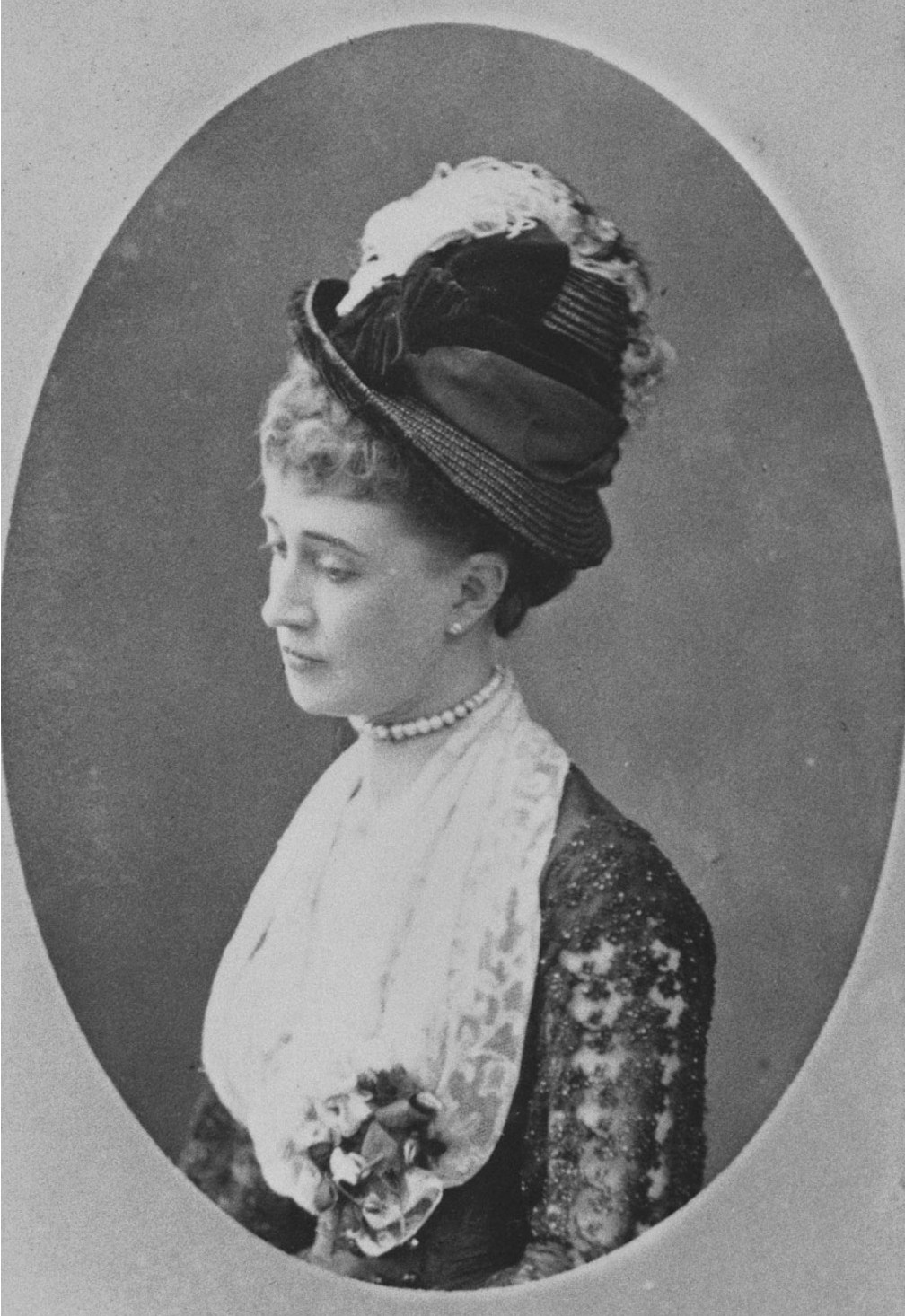
Lady Hélène Standish, épouse de Henry Noailles Widdrington Standish of Standish, Lord of the Manor, en 1874.
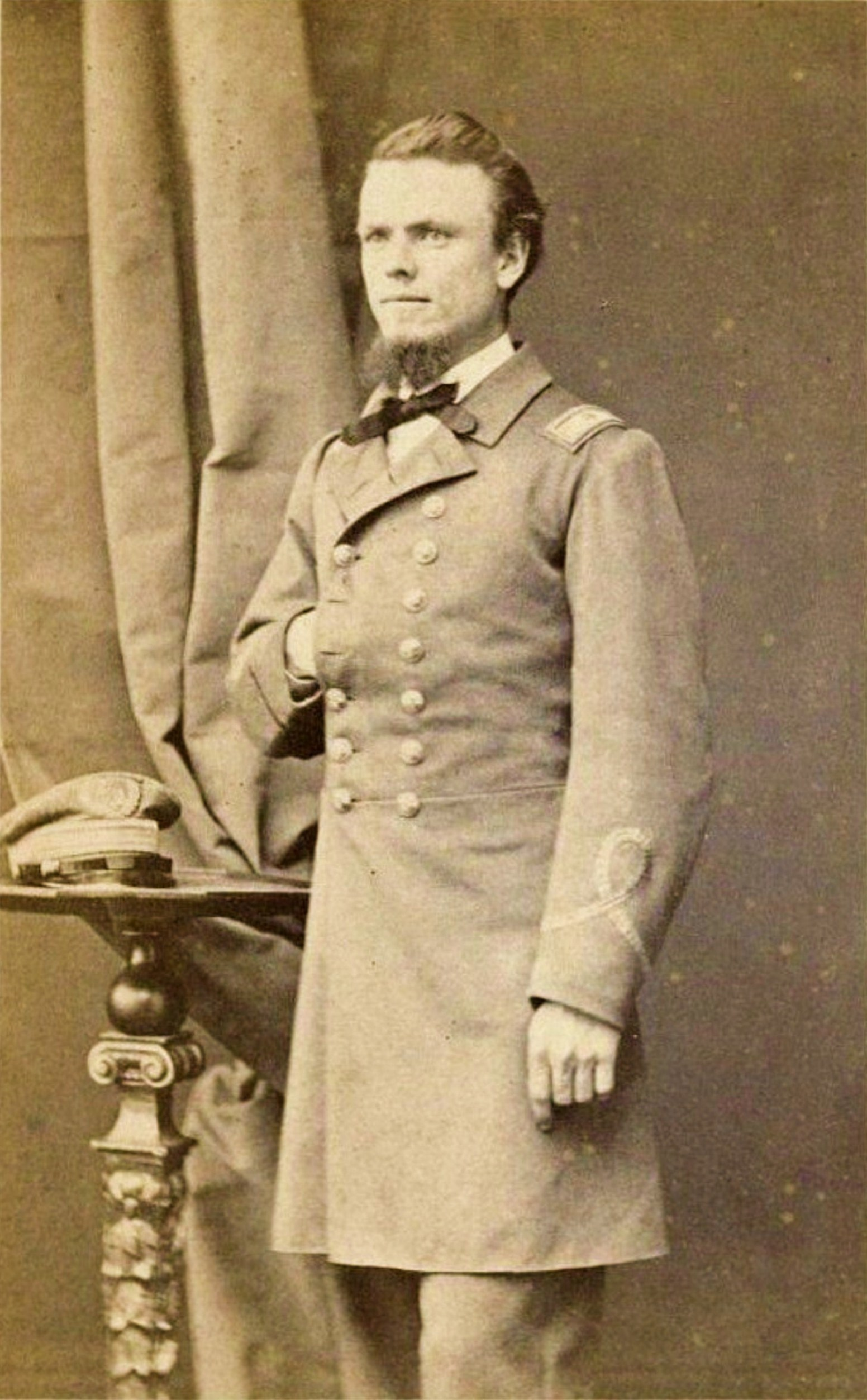
Lieutenant John Grimball (1840-1922) du navire CSS Shenandoah, du corps des Marines des États confédérés, vers 1864.
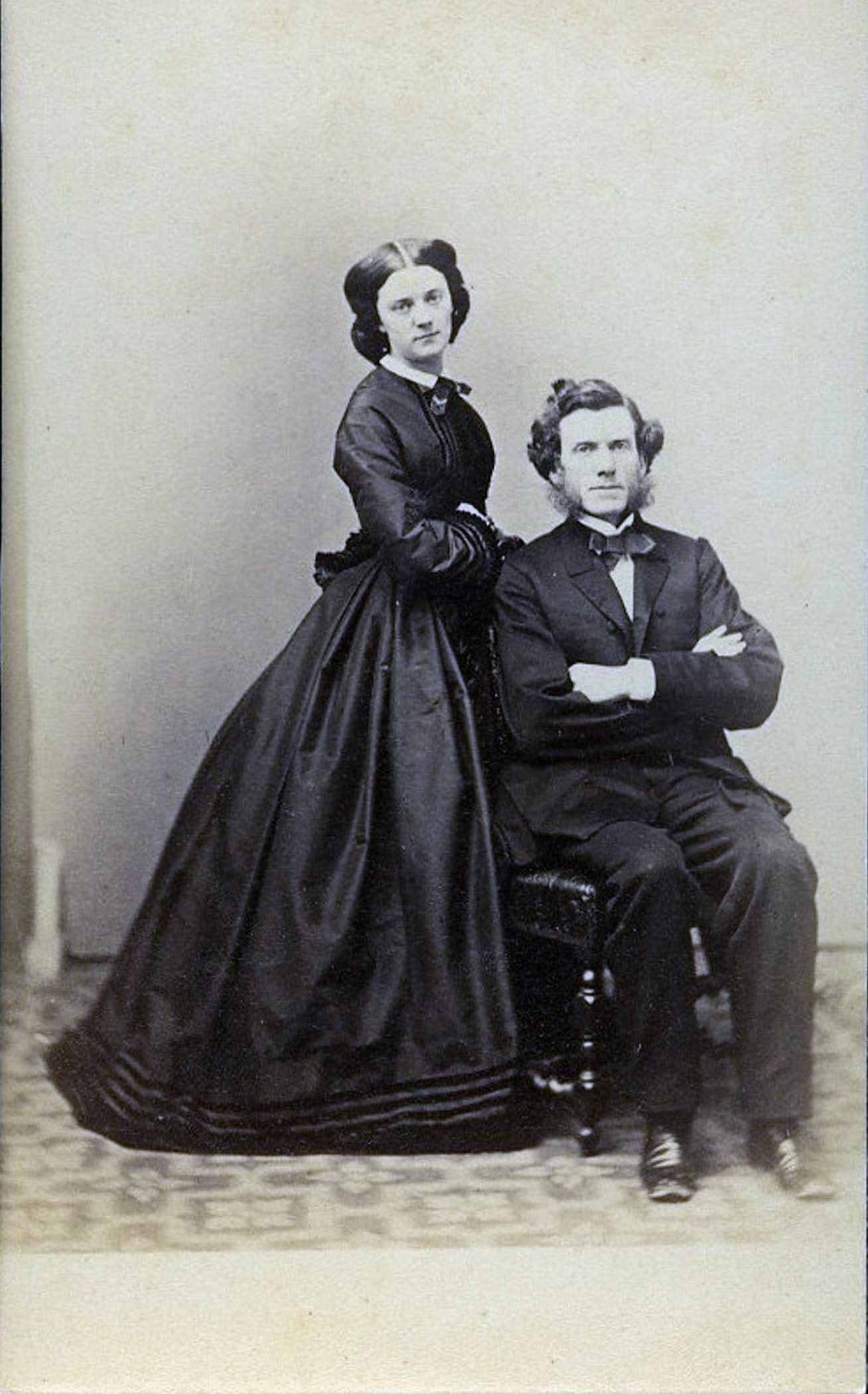
Un couple sous le Second Empire en 1865.
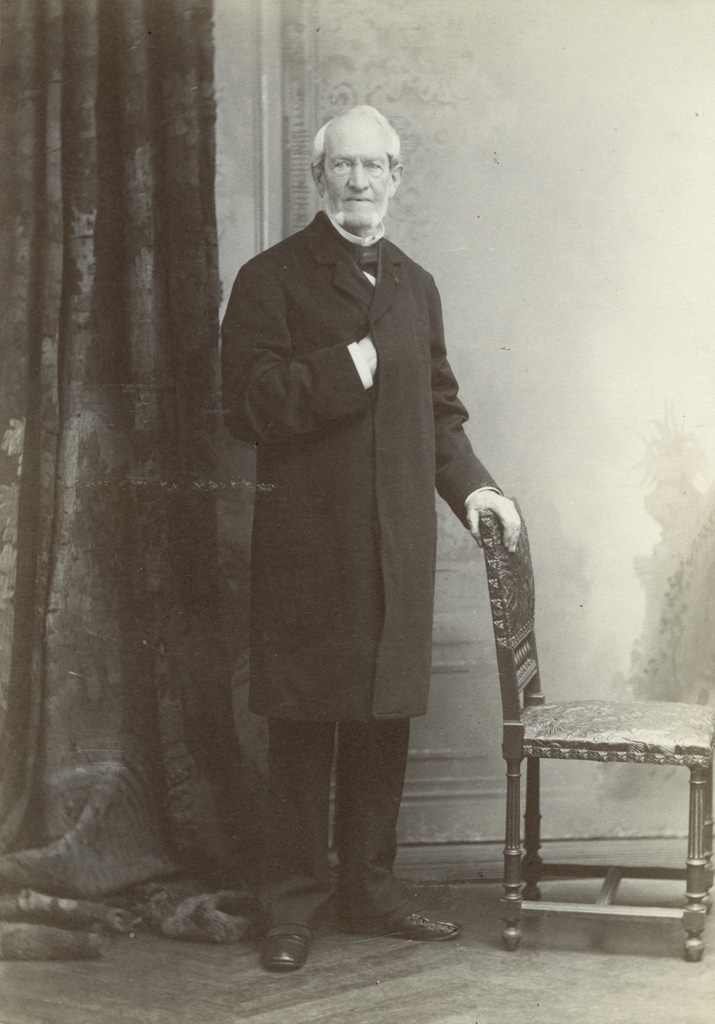
Léon Renouard de Bussierre (1808-1893), homme politique français.
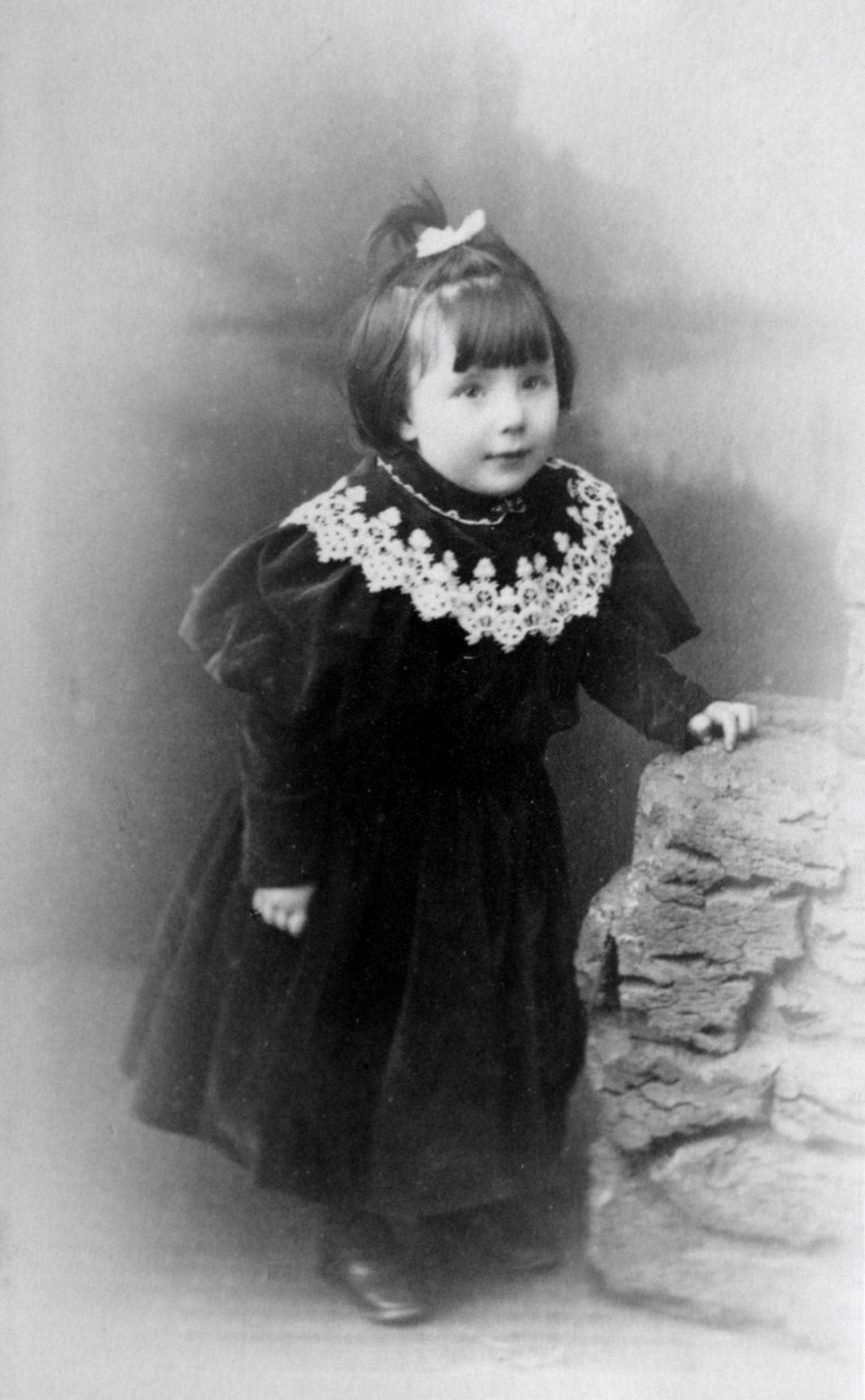
Portrait d'une petite fille, vers 1880.
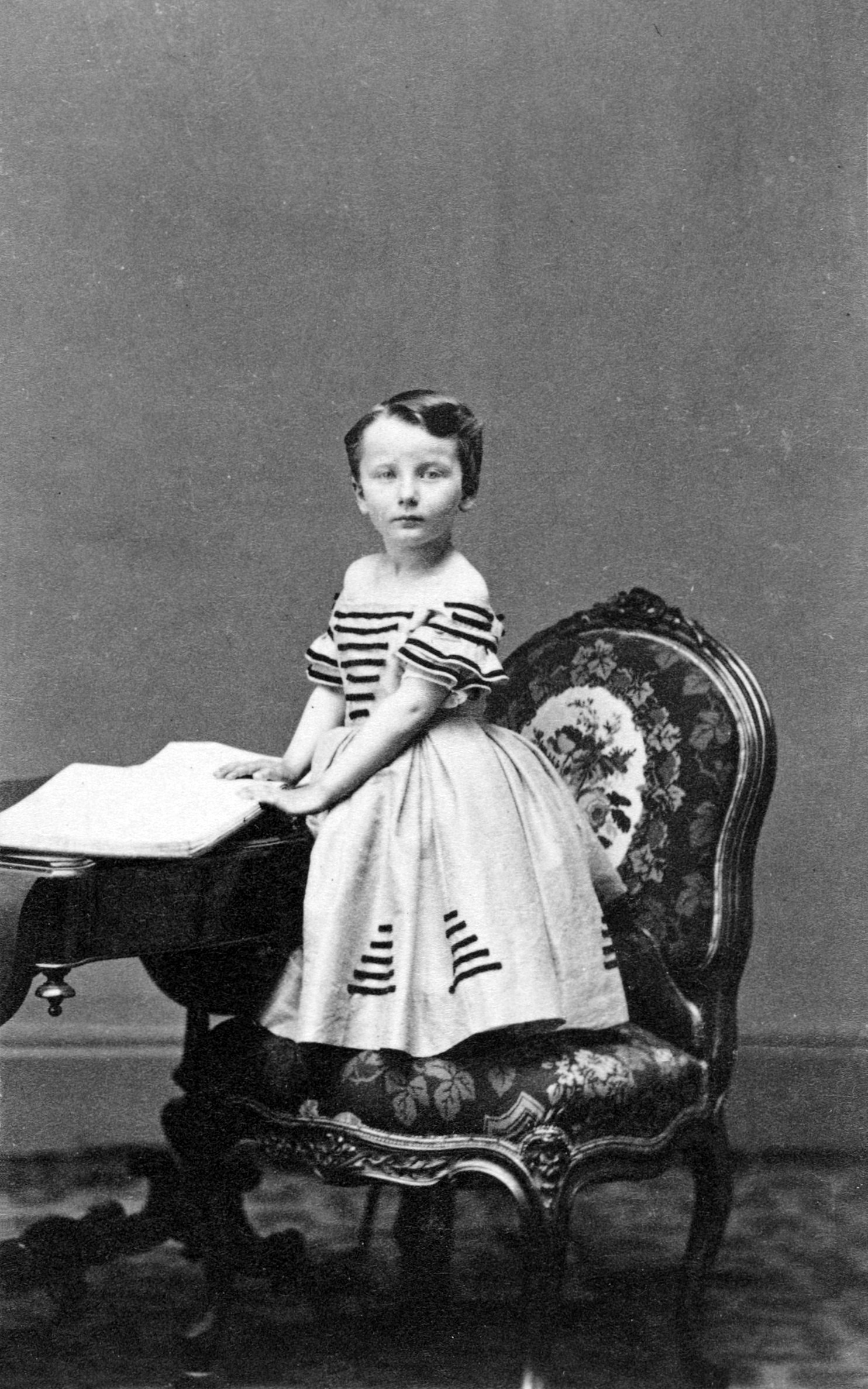
Mlle Clerc sous le Second Empire.

### Articles de l'encyclopédie
- Eugène Decazes
- Nicéphore Niépce
- Nadar
- André Adolphe Eugène Disdéri
- Photo-carte de visite